# Синиз, Гэри
Гэри Алан Синиз (англ. Gary Alan Sinise; род. 17 марта 1955, Блу-Айленд, Иллинойс, США) — американский актёр кино и телевидения, кинорежиссёр, сценарист, продюсер и музыкант, лауреат премий «Сатурн» (1995), «Золотой глобус» (1996) и «Эмми» (1998), номинант на премию «Оскар» (1995).

## Биография
До начала своей кинокарьеры Синиз служил в театре и был одним из основателей чикагского театра «Степной волк», получившего своё название по одноимённому роману Германа Гессе. После своих режиссёрских работ в «Miles from Home» и «О мышах и людях» Синиз получил актёрское признание в Голливуде, в частности, снявшись в фильме «Аполлон 13», «Зелёная миля» и «Миссия на Марс». Роль лейтенанта Дэна Тейлора в фильме «Форрест Гамп» принесла Синизу номинации на премии «Оскар» и «Золотой глобус» в категории «Лучшая мужская роль второго плана». Роль детектива Мака Тейлора в детективном телесериале «C.S.I.: Место преступления Нью-Йорк» заметно прибавила Гэри Синизу популярности.
С 2003 года Синиз выступает в группе Lt. Dan Band, получившей название по имени своего персонажа в фильме «Форрест Гамп».

## Личная жизнь
С 1981 года женат на актрисе Мойре Харрис. У пары трое детей: Мак, Софи и Элла.
Cын актёра Макканна «Мак» Энтони Синиз умер 5 января 2024 года после продолжительной борьбы с хордомой - раком позвоночника, который ему диагностировали в 2018 году. Он был похоронен 23 января 2024 года. Мак был музыкантом, работавшим в благотворительном фонде своего отца, и перед смертью завершил работу над альбомом "Resurrection & Revival".

## Избранная фильмография

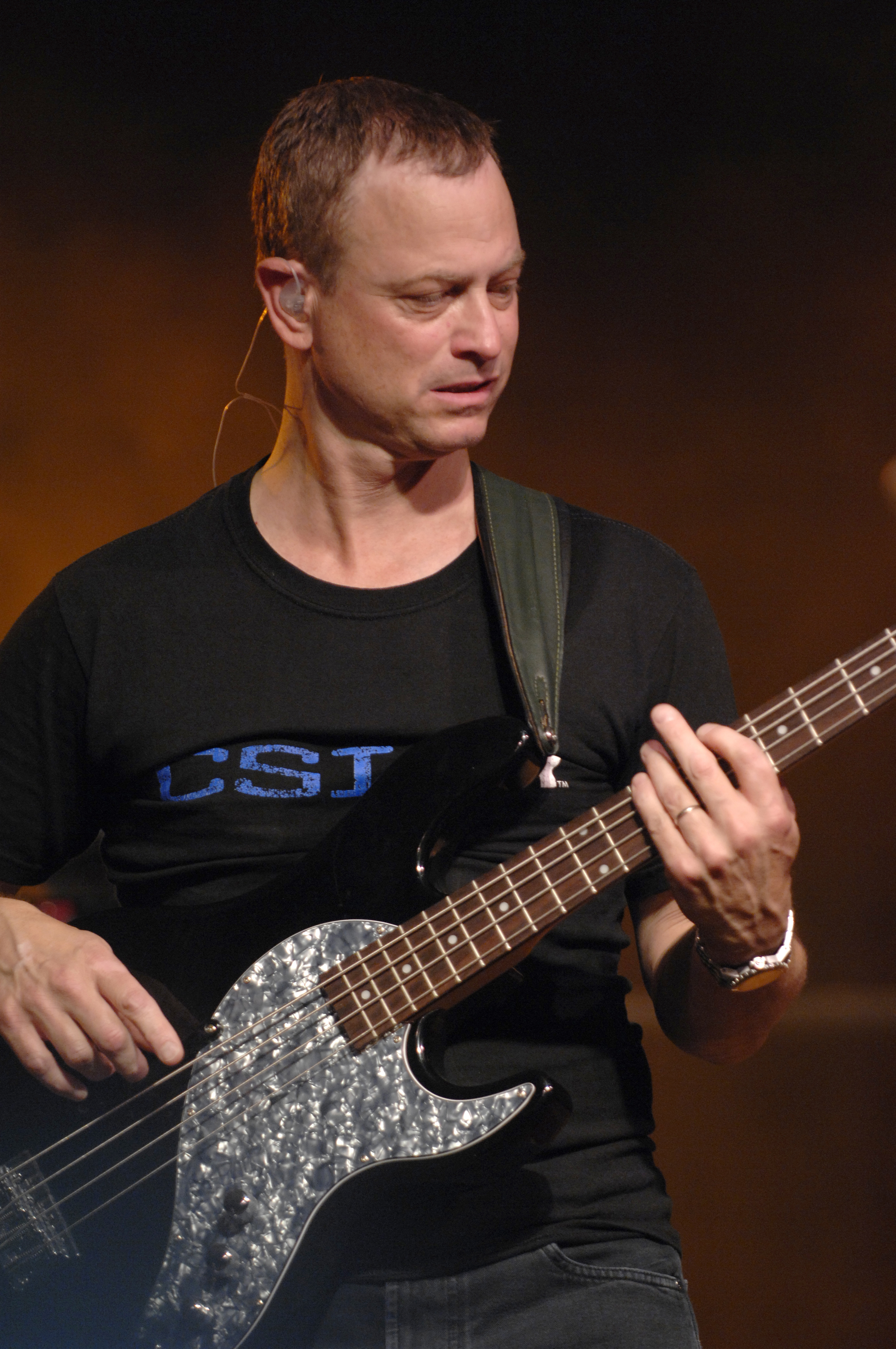
Гэри Синиз — бас-гитарист группы Lt. Dan Band.

### Актёр
| Год       |     | Русское название                    | Оригинальное название               | Роль                                        |
| --------- | --- | ----------------------------------- | ----------------------------------- | ------------------------------------------- |
| 1989      | тф  | Меня зовут Билл В.                  | My Name is Bill W.                  | Эбби Тетчер                                 |
| 1989      | тф  | Последние дни                       | The Final Days                      | Ричард Бен-Венист                           |
| 1992      | ф   | Ночной отбой                        | A Midnight Clear                    | Вэнс Уилкинс                                |
| 1992      | ф   | О мышах и людях                     | Of Mice and Men                     | Джордж Мильтон                              |
| 1993      | ф   | Джек-Медведь                        | Jack the Bear                       | Норман Стрик                                |
| 1994      | мтф | Противостояние                      | The Stand                           | Стью Редман                                 |
| 1994      | ф   | Форрест Гамп                        | Forrest Gump                        | лейтенант Дэн Тейлор                        |
| 1995      | ф   | Быстрый и мёртвый                   | The Quick and the Dead              | Маршалл                                     |
| 1995      | ф   | Аполлон-13                          | Apollo 13                           | Кен Маттингли                               |
| 1995      | тф  | Трумен                              | Truman                              | Гарри Трумен                                |
| 1996      | ф   | Альбино Аллигатор                   | Albino Alligator                    | Майло                                       |
| 1996      | ф   | Выкуп                               | Ransom                              | детектив Джимми Шейкер                      |
| 1997      | мтф | Джордж Уоллес                       | George Wallace                      | Джордж Уоллес                               |
| 1998      | ф   | Глаза змеи                          | Snake Eyes                          | коммандер Кевин Данн                        |
| 1999      | тф  | Тот самый чемпионат                 | That Championship Season            | Том Дейли                                   |
| 1999      | ф   | Ярость                              | All the Rage                        | Морган                                      |
| 1999      | ф   | Зелёная миля                        | The Green Mile                      | Бёрт Хаммерсмит                             |
| 2000      | ф   | Бруно                               | Bruno                               | отец Бруно                                  |
| 2000      | ф   | Миссия на Марс                      | Mission To Mars                     | Джим Макконнелл                             |
| 2000      | ф   | Азартные игры                       | Reindeer Games                      | Габриэль Мэрсер                             |
| 2001      | ф   | Пришелец                            | Impostor                            | Спенсер Олхем                               |
| 2003      | ф   | Запятнанная репутация               | The Human Stain                     | Нейтан Цукерман                             |
| 2004      | ф   | Большая кража                       | The Big Bounce                      | Рэй Ричи                                    |
| 2004      | ф   | Забытое                             | The Forgotten                       | доктор Джек Мюнс                            |
| 2004—2013 | с   | C.S.I.: Место преступления Нью-Йорк | CSI: NY                             | Мак Тейлор                                  |
| 2014      | ф   | Первый мститель: Другая война       | Captain America: The Winter Soldier | рассказчик в музее Смитсоновского института |
| 2016      | с   | Мыслить как преступник: За границей | Criminal Minds: Beyond Borders      | Джек Гарретт                                |
| 2020      | с   | 13 причин почему                    | 13 Reasons Why                      | Роберт Эллман                               |
| 2020      | ф   | Верю в любовь                       | I Still Believe                     | Том                                         |

### Режиссёр, сценарист, продюсер
| Год       | Название                            | Оригинальное название          | Режиссёр   | Сценарист  | Продюсер     | Примечания           |
| --------- | ----------------------------------- | ------------------------------ | ---------- | ---------- | ------------ | -------------------- |
| 1987      | Криминальные истории                | Crime Story                    | Да (2 эп.) |            |              | телесериал           |
| 1988      | Вдали от дома                       | Miles from Home                | Да         |            |              |                      |
| 1989      | Тридцать-с-чем-то                   | Thirtysomething                | Да (2 эп.) |            |              | телесериал           |
| 1991      | Чайна-Бич                           | China Beach                    | Да (1 эп.) |            |              | телесериал           |
| 1992      | О мышах и людях                     | Of Mice and Men                | Да         |            | Да           |                      |
| 1999      | Тот самый чемпионат                 | That Championship Season       |            |            | Да           | телефильм            |
| 2001      | Пришелец                            | Impostor                       |            |            | Да           |                      |
| 2005—2013 | C.S.I.: Место преступления Нью-Йорк | CSI: NY                        |            | Да (2 эп.) | Да (181 эп.) | телесериал           |
| 2009      | Братья на войне                     | Brothers at War                |            |            | Да           | документальный фильм |
| 2016—2017 | Мыслить как преступник: За границей | Criminal Minds: Beyond Borders |            |            | Да (23 эп.)  | телесериал           |

## Награды и номинации
| Награда                        | Год  | Категория                                         | Название работы | Результат |
| ------------------------------ | ---- | ------------------------------------------------- | --------------- | --------- |
| Оскар                          | 1995 | Лучшая мужская роль второго плана                 | Форрест Гамп    | Номинация |
| Золотой глобус                 | 1995 | Лучшая мужская роль второго плана в кинофильме    | Форрест Гамп    | Номинация |
| Золотой глобус                 | 1996 | Лучшая мужская роль в мини-сериале или телефильме | Трумен          | Победа    |
| Золотой глобус                 | 1998 | Лучшая мужская роль в мини-сериале или телефильме | Джордж Уоллес   | Номинация |
| Эмми                           | 1996 | Лучшая мужская роль в мини-сериале или телефильме | Трумен          | Номинация |
| Эмми                           | 1996 | Лучшая мужская роль в мини-сериале или телефильме | Джордж Уоллес   | Победа    |
| Премия Гильдии киноактёров США | 1995 | Лучшая мужская роль в телефильме или мини-сериале | Противостояние  | Номинация |
| Премия Гильдии киноактёров США | 1995 | Лучшая мужская роль второго плана                 | Форрест Гамп    | Номинация |
| Премия Гильдии киноактёров США | 1996 | Лучшая мужская роль в телефильме или мини-сериале | Трумен          | Победа    |
| Премия Гильдии киноактёров США | 1996 | Лучший актёрский состав в игровом кино            | Аполлон-13      | Победа    |
| Премия Гильдии киноактёров США | 1998 | Лучшая мужская роль в телефильме или мини-сериале | Джордж Уоллес   | Победа    |
| Спутник                        | 1998 | Лучшая мужская роль в мини-сериале или телефильме | Джордж Уоллес   | Победа    |
| Сатурн                         | 1995 | Лучший киноактёр второго плана                    | Форрест Гамп    | Победа    |